# Distrikt Orcotuna
Der Distrikt Orcotuna liegt in der Provinz Concepción in der Region Junín in Zentral-Peru. Der Distrikt wurde am 2. Januar 1857 gegründet. Er hat eine Fläche von 45,2 km². Beim Zensus 2017 wurden 4945 Einwohner gezählt. Im Jahr 1993 lag die Einwohnerzahl bei 4021, im Jahr 2007 bei 4056. Sitz der Distriktverwaltung ist die 3250 m hoch gelegene Kleinstadt Orcotuna mit 3660 Einwohnern (Stand 2017). Orcotuna liegt 5,5 km südlich der Provinzhauptstadt Concepción.

## Geographische Lage
Der Distrikt Orcotuna liegt im Andenhochland am rechten Flussufer des nach Südosten strömenden Río Mantaro im Südwesten der Provinz Concepción.
Der Distrikt Orcotuna grenzt im Südwesten an den Distrikt Manzanares, im Nordwesten an den Distrikt Aco, im Norden an den Distrikt Mito, im Nordosten an den Distrikt San Jerónimo de Tunán (Provinz Huancayo), im äußersten Osten an den Distrikt Saño (Provinz Huancayo) sowie im Südosten an den Distrikt Sicaya (ebenfalls in der Provinz Huancayo).

## Ortschaften
Neben dem Hauptort gibt es im Distrikt folgende größere Ortschaften:
- San Antonio (472 Einwohner)
- Vicso (663 Einwohner)